# كأس الاتحاد الآسيوي 2014
بطولة كأس الاتحاد الآسيوي 2014 هي النسخة الحادية عشر من كأس الاتحاد الآسيوي، وهي مسابقة كرة قدم ينظمها الاتحاد الآسيوي لكرة القدم (أي اف سي) لأندية من «البلدان النامية» في آسيا. نادي الكويت هو المدافع عن اللقب.

## تخصيص المقاعد لكل اتحاد
وضع الاتحاد الآسيوي لكرة القدم اجراءات لتحديد الاتحادات المشاركة وتخصيص المقاعد، على أن يتم اتخاذ القرار النهائي من قبل الاتحاد الآسيوي لكرة القدم يوم 26 نوفمبر 2013. التغييرات التالية على قائمة الاتحادات المشاركة قد يتم اجراؤها عن كأس الاتحاد الآسيوي 2013 إذا وافق الاتحاد الآسيوي على التطبيقات التالية التي يدلي بها أي اتحاد:
- اتحاد يشارك أصلاً في كأس الاتحاد الآسيوي قد يطلب المشاركة في دوري أبطال آسيا 2014. اتحاد قد يشارك في كل من دوري أبطال آسيا وكأس الاتحاد الآسيوي إذا كان يفي جزئياً فقط بمعايير دوري أبطال آسيا.
- اتحاد يشارك أصلا في كأس رئيس الاتحاد الآسيوي قد يطلب المشاركة في كأس الاتحاد الآسيوي 2014.

تم إجراء التغييرات التالية في الاتحادات المشاركة مقارنة بالعام السابق:
- تم ترفيع مشاركة أندية قيرغيزستان وفلسطين من كأس رئيس الاتحاد الآسيوي إلى كأس الاتحاد الآسيوي بدءا من 2014 من قبل الاتحاد الآسيوي لكرة القدم.[3]

يتم منح كل اتحاد مشارك إما مقعدين إلى دور المجموعات، أو مقعد واحد إلى ملحق، استنادا إلى التصنيف الفني للاتحاد الآسيوي لكرة القدم وعدد الاتحادات في كل منطقة.
| تقييم الاتحاد الاتحاد الآسيوي 2014 | تقييم الاتحاد الاتحاد الآسيوي 2014      |
| ---------------------------------- | --------------------------------------- |
|                                    | الـ23 الأوائل، مقعدين مخصصين بشكل مباشر |
|                                    | تصنيف 24–34، مقعدين مخصصين بشكل مباشر   |
|                                    | تصنيف 24–34، مقعد واحد مخصص في الملحق   |

| ترتيب | الاتحاد العضو | الأماكن         | الأماكن |
| ترتيب | الاتحاد العضو | مرحلة المجموعات | الملحق  |
| ----- | ------------- | --------------- | ------- |
| 10    | الأردن        | 2               | 0       |
| 11    | الكويت        | 2               | 0       |
| 13    | العراق        | 2               | 0       |
| 14    | سوريا         | 2               | 0       |
| 15    | عمان          | 2               | 0       |
| 16    | البحرين       | 2               | 0       |
| 18    | لبنان         | 2               | 0       |
| 26    | طاجيكستان     | 0               | 1       |
| 31    | فلسطين        | 0               | 1       |
| 32    | قيرغيزستان    | 0               | 1       |
| 33    | اليمن         | 0               | 1       |
| مجموع | مجموع         | 14              | 4       |

| ترتيب | الاتحاد العضو | الأماكن         | الأماكن |
| ترتيب | الاتحاد العضو | مرحلة المجموعات | الملحق  |
| ----- | ------------- | --------------- | ------- |
| 17    | فيتنام        | 2               | 0       |
| 19    | هونغ كونغ     | 2               | 0       |
| 20    | إندونيسيا     | 2               | 0       |
| 21    | سنغافورة      | 2               | 0       |
| 22    | ماليزيا       | 2               | 0       |
| 23    | الهند         | 2               | 0       |
| 25    | مالديف        | 2               | 0       |
| 27    | ميانمار       | 2               | 0       |
| مجموع | مجموع         | 16              | 0       |

## الجدول الزمني
الجدول الزمني للمسابقة على النحو التالي (جميع السحوبات ستعقد بمقر الاتحاد الآسيوي في كوالالمبور، ماليزيا).
| المرحلة            | الجولة           | موعد القرعة    | مباراة الذهاب     | مباراة الإياب     |
| ------------------ | ---------------- | -------------- | ----------------- | ----------------- |
| الملحق المؤهل      | الجولة 1         | 10 ديسمبر 2013 | 2 فبراير 2014     | 2 فبراير 2014     |
| مرحلة المجموعات    | جولة المباريات 1 | 10 ديسمبر 2013 | 25–26 فبراير 2014 | 25–26 فبراير 2014 |
| مرحلة المجموعات    | جولة المباريات 2 | 10 ديسمبر 2013 | 11–12 مارس 2014   | 11–12 مارس 2014   |
| مرحلة المجموعات    | جولة المباريات 3 | 10 ديسمبر 2013 | 18–19 مارس 2014   | 18–19 مارس 2014   |
| مرحلة المجموعات    | جولة المباريات 4 | 10 ديسمبر 2013 | 1–2 أبريل 2014    | 1–2 أبريل 2014    |
| مرحلة المجموعات    | جولة المباريات 5 | 10 ديسمبر 2013 | 8–9 أبريل 2014    | 8–9 أبريل 2014    |
| مرحلة المجموعات    | جولة المباريات 6 | 10 ديسمبر 2013 | 22–23 أبريل 2014  | 22–23 أبريل 2014  |
| مرحلة خروج المغلوب | دور ال16         | 10 ديسمبر 2013 | 13–14 مايو 2014   | 13–14 مايو 2014   |
| مرحلة خروج المغلوب | ربع النهائي      | يعلن عنه لاحقا | 16 سبتمبر 2014    | 23 سبتمبر 2014    |
| مرحلة خروج المغلوب | نصف النهائي      | يعلن عنه لاحقا | 30 سبتمبر 2014    | 21 أكتوبر 2014    |
| مرحلة خروج المغلوب | نهائي            | يعلن عنه لاحقا | 1 نوفمبر 2014     | 1 نوفمبر 2014     |

## الملحق المؤهل
تم تحديد مواجهات الملحق المؤهل من قبل الاتحاد الآسيوي لكرة القدم. كل مواجهة ستلعب من مباراة واحدة. ويستخدم الوقت الإضافي وركلات الترجيح لتحديد الفائز إذا لزم الأمر. الفائزين من كل التعادل سيبلغ مرحلة المجموعات للانضمام إلى 30 فريق تأهل بشكل تلقائي.

## مرحلة المجموعات
عقدت قرعة مرحلة المجموعات في 10 ديسمبر 2013. تم تقسيم الفرق ال32 إلى ثمانية مجموعات تشمل أربعة فرق. الفرق التي تنتمي لنفس الاتحاد منع تواجدها في ذات المجموعة. تلعب كل مجموعة ذهاباً وإياباً بدوري من مرحلتين. تتأهل الفرق التي تحتل المركزين الأول والثاني من كل مجموعة.

## مرحلة خروج المغلوب

### دور ال16
| فريق 1             | نتيجة                             | فريق 2         |
| غرب اسيا           | غرب اسيا                          | غرب اسيا       |
| ------------------ | --------------------------------- | -------------- |
| الصفاء             | 0–1                               | الحد           |
| القادسية           | 4–0                               | ذات راس        |
| الكويت             | 3–0                               | الرفاع         |
| أربيل              | 0–0 وقت إضافي (3–0 ركلات ترجيحية) | النجمة         |
| شرق اسيا           |                                   |                |
| برسيبورا جايابورا  | 9–2                               | يانغون يونايتد |
| تي فيسيو نينه بينه | 4–2                               | تشرتشل براذرز  |
| هانوي تي تي        | 5–0                               | ناي باي تاو    |
| كيتشي              | 2–0                               | أريما          |

### ربع النهائي
| الفريق الأول | إجم. | الفريق الثاني      | مباراة الذهاب | مباراة الإياب |
| ------------ | ---- | ------------------ | ------------- | ------------- |
| الكويت       | 4–8  | برسيبورا جايابورا  | 3–2           | 1–6           |
| كيتشي        | 4–3  | تي فيسيو نينه بينه | 4–2           | 0–1           |
| هانوي تي تي  | 0–3  | أربيل              | 0–1           | 0–2           |
| القادسية     | 3–3  | الحد               | 1–1           | 2–2           |

### نصف النهائي
| الفريق الأول | إجم. | الفريق الثاني     | مباراة الذهاب | مباراة الإياب |
| ------------ | ---- | ----------------- | ------------- | ------------- |
| القادسية     | 10–2 | برسيبورا جايابورا | 4–2           | 6–0           |
| أربيل        | 3–2  | كيتشي             | 1–1           | 2–1           |

### النهائي
نهائي كأس الاتحاد الآسيوي 2014 لعب في 18 أكتوبر في مدينة دبي
| القادسية | 4 – 2      | أربيل |
| -------- | ---------- | ----- |
|          | ضربات جزاء |       |

| بطل كأس الاتحاد الآسيوي 2014 نادي القادسية |
| ------------------------------------------ |
| · الكويت · للمرة الأولى                    |

## وصلات خارجية
- الموقع الرسمي

قالب:كرة قدم آسيوية في 2014 (اي اف سي)